# Scincus scincus
Lo scinco (Scincus scincus (Linnaeus, 1758)), detto anche pesce delle sabbie per il suo aspetto e per la capacità di 'nuotare' all'interno di dune e agglomerati sabbiosi, è un sauro appartenente alla famiglia degli Scincidi, nativo del Nord Africa e dell'Asia sud-occidentale.

## Descrizione
Lo scinco misura fino a 21 centimetri, il suo corpo è ricoperto di squame, il collo è quasi indistinguibile, le sue zampe, corte, sono robuste, mentre la coda è cilindrica e breve. La bocca è disposta ventralmente rispetto al capo, la palpebra inferiore è coperta di squame e l'apertura auricolare è difesa dal bordo inferiore da frange formate da lamine triangolari. La colorazione dello scinco è prevalentemente giallo caramello, attraversata da bande trasversali nero-marroni.

## Distribuzione e habitat
Lo scinco è presente nell'Africa centro-settentrionale, nella penisola Arabica e in Iran; frequenta ambienti desertici, aridi e sabbiosi.

## Biologia
Lo scinco scava la propria tana nella sabbia, e vive quasi sempre in ambienti sabbiosi. Se disturbato si insabbia velocemente, nascondendosi dai predatori. Osservazioni ai raggi X hanno dimostrato che questa lucertola letteralmente nuota all'interno della sabbia: avanza utilizzando un movimento ondulatorio degli arti raggruppati contro i fianchi, senza pagaiare con le estremità.

### Alimentazione
Si nutre essenzialmente di insetti, che caccia seguendo le loro vibrazioni.

### Predatori
In ambito sahariano, i principali predatori dello scinco sono la ceraste cornuta, il varano del deserto e il fennec.